# Онищенко, Ольга Владимировна
Ольга Владимировна Онищенко (15 июля 1972, Новосибирск) — депутат Государственной Думы ФС РФ пятого созыва, выдвинута Всероссийской политической партией «Единая Россия». Член фракции «Единая Россия». Член Комитета ГД по Регламенту и организации работы Государственной Думы).

## Образование
- Томский государственный университет по специальности «Юриспруденция» (2001).
- Сибирская академия государственной службы (2004)[1].

## Трудовая деятельность
- 1989—1991 секретарь районного суда,
- 1991—1993 инспектор ЗАГС, юрист.
- 1994—2001 гг. — юрист в страховой компании «Фарт».
- с 2001 г. — консультант комитета по государственному строительству и уставному законодательству Новосибирского областного совета.
- 2003—2005 заместитель директора ЗАО «Страховая компания СибАТОМ».

## Семья
Муж — владелец и председатель совета директоров «Росстраха» Алексей Онищенко.